# Зулейка Добсон
«Зулейка Добсон» (англ. Zuleika Dobson, or, an Oxford Love Story) — сатирический роман, принадлежащий перу английского писателя Макса Бирбома. Опубликован в 1911 году. Объектом сатиры является Оксфордский университет времён Эдуарда VII.

## Композиция и содержание романа
Примерно половина романа написана с позиции третьего лица, далее речь идёт от первого лица. Автор называет себя «служителем музы Клио», которому Зевс дал возможность незримо присутствовать при событиях романа, причём он видит не только живых людей, но и участвующих в действии призраков.
Повествование начинается с прибытия в Оксфорд некоей Зулейки Добсон. Она собирается посетить своего дедушку, ректора Колледжа Иуды, вымышленного оксфордского колледжа.
Зулейка была плодом брака, не одобренного предками родителей. Она рано стала сиротой, её предки (в том числе дедушка) отказались поддерживать её финансово. Ей пришлось работать гувернанткой, потом профессиональной фокусницей. Однако у неё есть природный дар — в неё влюбляются все молодые мужчины, очень часто с первого взгляда. Дело даже не в её красоте, а в некоем источаемом ею обаянии, источник которого остаётся непрояснёным (возможно, это нечто сверхъестественное, на что имеются намёки в тексте). Благодаря этому дару её осыпают подарками, в том числе очень дорогими, благодаря чему она может вести безбедное существование. Дедушка, преисполнившись любопытства, меняет гнев на милость и приглашает её в Оксфорд.
Появление соблазнительной Зулейки в чисто мужском мире Оксфорда производит ошеломляющее впечатление на студентов, которые все поголовно влюбляются в неё. Однако её это мало волнует: Зулейка ни во что не ставит влюблённых в неё мужчин, она способна полюбить только того, кто ей не интересуется. Таковой находится — это один из привилегированных студентов, герцог Дорсетский. Это типичный аристократ и к тому же идейный денди, который не интересуется ничем, кроме производимого впечатления. Он тоже влюбляется в Зулейку, но ведёт себя с ней холодно. Зулейка, видя это, немедленно влюбляется в него. Однако, получив от него признание в любви, тут же в нём разочаровывается, сообщает это ему и начинает вести себя с ним холодно и презрительно.
Герцога шокирует её холодность. Он предлагает ей всё же стать его женой, пусть даже она в него не влюблена. Он долго описывает все выгоды положения герцогини, ту роскошь, которая будет её окружать, и в конце концов даже обещает ей устроить отдельный театр, где она будет показывать свои фокусы, если всё остальное ей наскучит. Среди всего прочего, он рассказывает ей легенду о том, что перед смертью герцога Дорсетского появляются две совы, которые всю ночь ухают, оплакивая его, а потом улетают неизвестно куда.
Добсон всё это неинтересно. Она отвергает посулы герцога, заявив, что её не интересует брак с нелюбимым человеком.
Тогда герцог решает совершить самоубийство, чтобы хотя бы таким образом расшевелить чувства Зулейки и показать ей всю силу своей любви. Но она не взволнована. Ей, скорее, льстит намерение герцога. Герцог обещает покончить с собой на следующий день — что более или менее позволяет ему Зулейка. В тот же вечер он обедает в элитном студенческом клубе «Хунта», председателем которого является. Там он признаётся в своей любви к мисс Добсон и говорит о намерении покончить с собой. Неожиданно для него все остальные члены клуба тоже говорят о любви к Зулейке — и тоже заявляют о своём намерении убить себя ради этой любви. Далее это поветрие охватывает и других оксфордских студентов. Герцог чувствует, что можеть стать причиной гибели множества людей. Он пытается отговаривать студентов от суицида, но его не слушают. В конце концов он решает не совершать самоубийства, в надежде, что его пример отвратит других.
Однако боги (являющиеся действующими лицами в повествовании) хотят видеть смерть герцога. Герцог получает телеграмму от своего дворецкого в Танкертоне, сообщающую о знаменательном появлении вещих сов. Он понимает, что обречён. Он сообщает Зулейке, что он больше не любит её, но всё же вынужден совершить самоубийство, на сей раз — чтобы подтвердить фамильную примету и исполнить волю Судьбы. Зулейка просит его всё же выкрикнуть её имя в момент совершения самоубийства, на что герцог соглашается.
Суицид происходит во время традиционной оксфордской речной регаты на реке Изида. Герцог одевается в своё лучшее платье — полный костюм кавалера ордена Подвязки — и по завершении регаты бросается в воду, выкрикнув имя «Зулейка». Его примеру следуют все студенты. Река полна трупов, которых некому вытаскивать: студентов в Оксфорде не осталось.
Последний живой студент, некий Ноак, знакомый герцога, из трусости не решается убить себя. Он оставляет на столе то, что можно принять за предсмертную записку, а сам прячется за занавесками, чтобы потом под покровом ночи бежать из Оксфорда и уехать в Австралию. Его обнаруживает горничная. Все смеются и издеваются над ним, и он прыгает из окна пятого этажа, разбиваясь насмерть.
В конце книги Зулейка беседует со своим дедом, ректором колледжа Иуды. Сначала он гневается на Зулейку, из-за которой погибли его студенты, но когда узнаёт, что погибли вообще все студенты, перестаёт волноваться. Он признаётся внучке, что у него была та же проблема — в него влюблялись все женщины подряд, но они оставляли его равнодушным. В конце концов, нашлась женщина, не любившая его, и он на ней женился.
Зулейка выслушивает всё это и уходит. Перед сном она заказывает заказывает билет на утренний поезд в Кембридж.

## Обстоятельства написания и реакция публики
Бирбом начал писать книгу в 1898 году, закончил в 1910 году. Хейнеман выпустил издание в свет 26 октября 1911 года. Сам автор считал произведение «работой неторопливого эссеиста, забавляющегося повествовательной идеей».
Книга вызвала большой интерес читателей и критики, который не угасал с годами. В 1954 году был поставлен мюзикл «Зулейка» с музыкой Питера Транчелла и текстом Джеймса Фермана. Шоу имело успех и выдержало 124 постановки (последняя — 27 июля 1957 года).